# Klimaatwet

Landen naar Climate Change Performance Index, die bestaat uit de volgende onderdelen: uitstoot broeikasgassen (50%), hernieuwbare energie (20%), energieverbruik (20%) en klimaatbeleid (20%).

Een klimaatwet is een wet die reeds in verschillende landen is aangenomen of waarvoor een voorstel bestaat in andere landen. Het doel is om doelstellingen vast te leggen om de klimaatverandering tegen te gaan. Er bestaat reeds een klimaatwet in onder andere Nederland, Zweden, Finland en Frankrijk.

## Klimaatwet in België
In België werd in februari 2019 door Ecolo en Groen een wetsvoorstel ingediend voor een klimaatwet, in de vorm van een bijzondere wet. Deze wettekst werd opgesteld door verschillende academici. Deze wet werd echter op 28 maart 2019 weggestemd door een meerderheid van de volksvertegenwoordigers in de Kamer. De bedoeling was om tegen 2050 koolstofneutraal te zijn, 95 procent minder broeikasgassen uit te stoten en 100 procent hernieuwbare energie te produceren. Om de problematiek van de versnipperde staatsstructuur in België met zijn verschillende regeringen tegen te gaan was er ook een voorstel om nieuwe organen op te richten om beter samen te kunnen werken om deze doelstellingen te bereiken. Sommige politici vonden dat dit neigde naar een zevende staatshervorming, omdat de facto enkele bevoegdheden in zekere mate terug naar het federale niveau zouden worden overgeheveld.

## Klimaatwet in Nederland
De Wet van 2 juli 2019, houdende een kader voor het ontwikkelen van beleid gericht op onomkeerbaar en stapsgewijs terugdringen van de Nederlandse emissies van broeikasgassen teneinde wereldwijde opwarming van de aarde en de verandering van het klimaat te beperken (Klimaatwet) stelt klimaatdoelstellingen voor de regering vast. Tegelijkertijd is het een kader voor de ontwikkeling, effectmeting en wijze van verantwoording van het beleid dat moet leiden tot het halen van de wettelijk vastgelegde klimaatdoelstellingen. Hoofddoel van de Nederlandse wet is het bereiken van netto-nul uitstoot van broeikasgassen in Nederland in 2050 en als tussendoel streven naar 55% broeikasgasreductie in 2030 ten opzichte van 1990. Daarnaast bevat de wet als nevendoel het streven naar 100% CO2-neutrale elektriciteitsproductie in 2050.
De Eerste Kamer heeft dinsdag 28 mei 2019 de Klimaatwet, ofwel het initiatiefwetsvoorstel-Klaver, Asscher, Beckerman, Jetten, Dik-Faber, Yeşilgöz, Agnes Mulder en Geleijnse Klimaatwet, aangenomen. De fracties van VVD, CDA, D66, SP, PvdA, GroenLinks, ChristenUnie, 50PLUS, OSF en Fractie-Duthler stemden voor, de fracties van SGP, PvdD en PVV stemden tegen.
In de klimaatwet is vastgelegd dat het Planbureau voor de Leefomgeving (PBL) jaarlijks een Klimaat- en Energieverkenning (KEV) publiceert, waarin de voortgang wordt geanalyseerd. Uit de eerste verkenning (2019) bleek dat Nederland de doelstelling van 49 procent reductie in 2030 waarschijnlijk niet zou halen. De tweede KEV (oktober 2020) bevestigde dat Nederland nog niet genoeg had gedaan om de doelstelling van 49% in 2030 te halen en waarschijnlijk ook niet het tussendoel van 25% aan het eind van 2020, waartoe de Nederlandse regering juridisch verplicht werd in 2015 in de Urgenda-rechtszaak. Hoewel de CO2-uitstoot vanwege de coronacrisis in Nederland vanaf maart 2020 significant was gedaald, was ook dit nog niet voldoende. Over 2022 werd een reductie van ruim 30% behaald ten opzichte van 1990.

## Klimaatwet in Zweden
Met het begin van het 2018 is de nieuwe klimaatwet van Zweden ingegaan. Deze wet biedt een raamwerk dat het land kan volgen om in 2045 klimaatneutraal te zijn. Zweden was een van de eerste landen die klimaataanpak wettelijk heeft vastgelegd.

## Europese Unie
Op 7 oktober 2020 keurde het Europees Parlement met 392 stemmen voor, 161 stemmen tegen en 142 onthoudingen, een Europees klimaatwet goed die alle lidstaten ertoe verplicht uiterlijk in 2050 klimaatneutraal te worden. Het Parlement roept op tot een versnelde en ambitieuze reductie van de uitstoot met 60% tegen 2030. Op 22 april 2021 bereikten de Europese Raad en het Europees Parlement een compromis, waarbij de doelstelling van "ten minste 55%" werd bevestigd. Daarvan zal hoogstens 2,2% worden bereikt door de absorptie van CO₂, en minstens 52.8% via uitstootverminderingen. Het compromis moet nog formeel goedgekeurd worden door de Europese regeringen en het Europees Parlement. De Europese Commissie legde nog een pakket wetgevende maatregelen voor, in het kader van het Fit for 55-programma.

## Andere landen
- Australië: de Clean Energy Act 2011 werd door de regering-Abbott in 2014 ingetrokken
- Mexico: als eerste petroleumproducerend land nam Mexico in 2012 een klimaatwet aan, de Ley General de Cambio Climático
- Verenigd Koninkrijk: Climate Change Act 2008[11]
- Verenigde Staten: verschillende deelstaten hebben klimaatwetgeving ingevoerd, meermaals in samenwerking met andere staten.